# Asemonea liberiensis
Asemonea liberiensis là một loài nhện trong họ Salticidae.
Loài này thuộc chi Asemonea. Asemonea liberiensis được Fred R. Wanless miêu tả năm 1980.